# Bienosaure
El bienosaure (Bienosaurus) és un gènere de dinosaure tireòfor que va viure al Juràssic inferior. Les seves restes fòssils es van trobar a la formació del baix Lufeng a la província de Yunnan, Xina.